# Stazione di Nishi-Nippori
La stazione di Nishi-Nippori (西日暮里駅?, Nishi-Nippori-eki) è una stazione ferroviaria di Tokyo servita principalmente dalla JR East, con interscambi con la metropolitana di Tokyo e con il people mover Nippori-Toneri liner. La stazione è stata aperta nel 1969 inizialmente come fermata della linea Chiyoda.

## Linee

### Treni
East Japan Railway Company
■ Linea Yamanote
■ Linea Keihin-Tōhoku

### Metropolitana
Tokyo Metro
 Linea Chiyoda

### People mover
Toei
● Nippori-Toneri liner

## Struttura

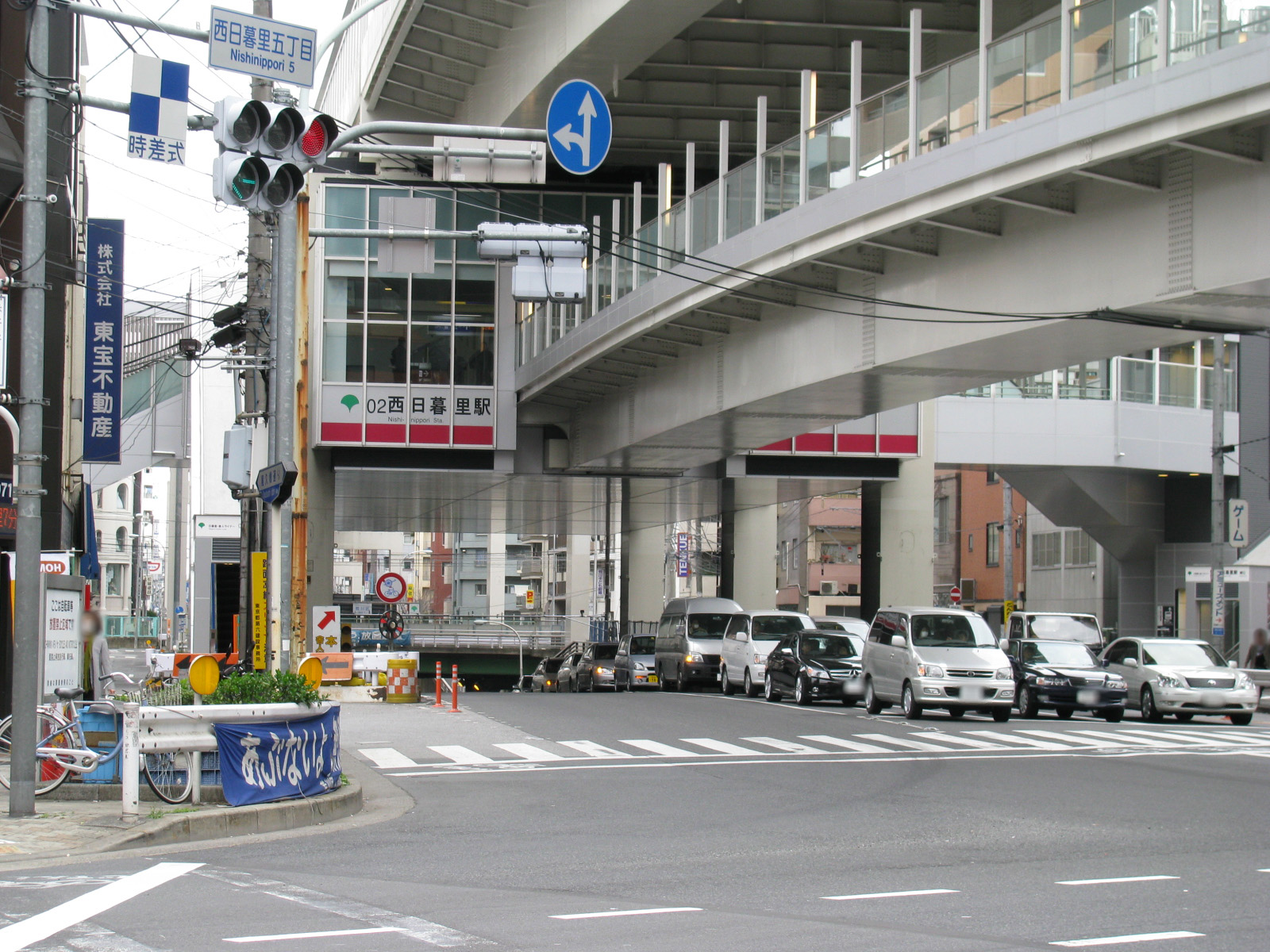
La stazione del people mover Nippori-Toneri liner

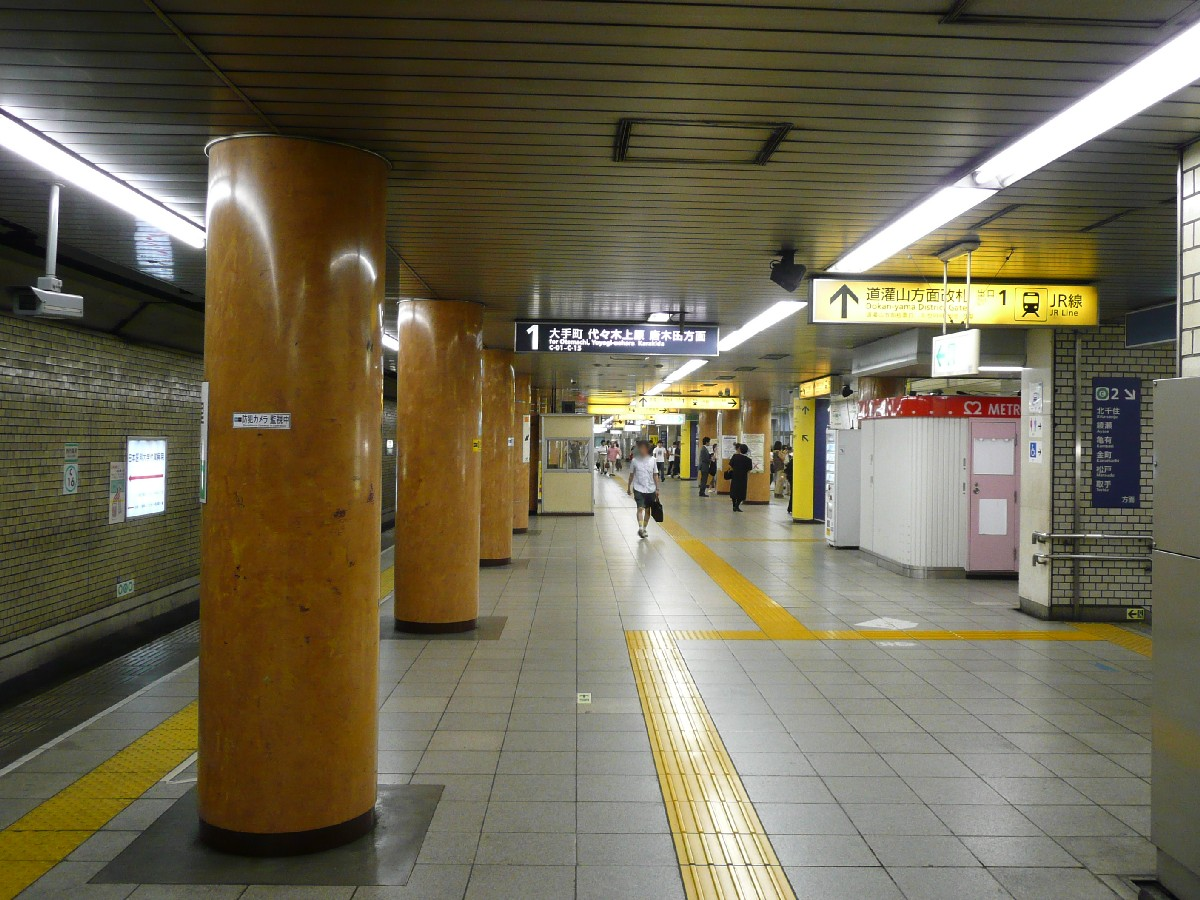
La banchina della metropolitana

### Stazione JR East
| 1 | ■ Linea Keihin-Tōhoku | per Ueno, Tokyo, Yokohama e Ōfuna |
| 2 | ■ Linea Yamanote      | per Ueno, Tokyo e Shimbashi       |
| 3 | ■ Linea Yamanote      | per Ikebukuro, Shinjuku e Shibuya |
| 4 | ■ Linea Keihin-Tōhoku | per Tabata, Akabane e Ōmiya       |

### Stazione Tokyo Metro
| 1 | Linea Chiyoda | per Ōtemachi, Yoyogi Uehara e Karakida |
| 2 | Linea Chiyoda | per Kita-Senju, Ayase e Toride         |

### Stazione people mover
| 1 | ● Nippori-Toneri liner | per Minumadai-shinsuikōen |
| 2 | ● Nippori-Toneri liner | per Nippori               |

## Stazioni adiacenti
| «                    | Servizio       | »                 |
| Linea Yamanote       | Linea Yamanote | Linea Yamanote    |
| -------------------- | -------------- | ----------------- |
| Nippori              | -              | Tabata            |
| Linea Keihin-Tōhoku  |                |                   |
| Nippori              | Locale         | Tabata            |
| Rapido: non ferma    |                |                   |
| Linea Chiyoda        |                |                   |
| Sendagi              | Tutti          | Machiya           |
| Nippori-Toneri Liner |                |                   |
| Nippori              | -              | Akado-shōgakkōmae |